# Adachan Madumarow

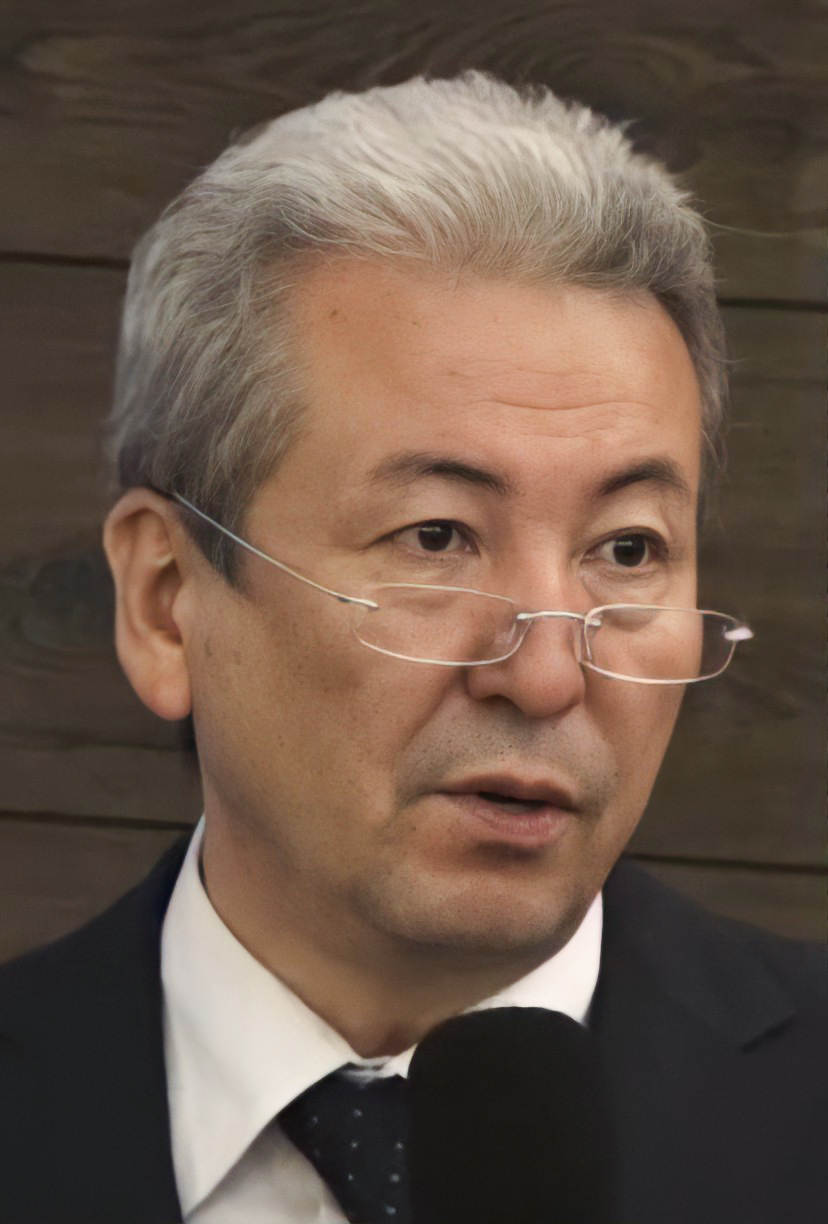
Adachan Madumarow

Adachan Madumarow (* 9. März 1965) ist ein kirgisischer Politiker. Er ist derzeit (März 2012) Vorsitzender der Oppositionspartei Butun Kirgisistan. Außerdem war er Parlamentspräsident und Kandidat bei den Präsidentschaftswahlen 2011, 2017 und 2021.

## Leben
Bei der Präsidentschaftswahl 2011 belegte Madumarow mit 14,7 Prozent (entsprach 273.577 Stimmen) den zweiten Platz hinter Almasbek Atambajew.
Am 1. März 2012 trat er bei einer Demonstration von etwa 10.000 Menschen in Osch auf und forderte den Rücktritt der Regierung von Premier Ömürbek Babanow sowie die Bestrafung der Verantwortlichen für die Gewalt beim Sturz des Präsidenten Kurmanbek Bakijew im April 2010 und den Unruhen in Südkirgisistan im Juni desselben Jahres.
Bei der Präsidentschaftswahl 2017 erreichte er 110.284 Stimmen, was dem dritten Platz hinter Ömürbek Babanow und einem Ergebnis von 6,57 % entspricht.
Bei der Präsidentschaftswahl 2021 erhielt er nach Angaben der Zentralen Wahlkommission rund 6 % der abgegebenen Stimmen. Er kündigte an, das Ergebnis  nicht anzuerkennen.